# Erhardstraße (Gemeinde Breitenau)
Erhardstraße ist eine Katastralgemeinde der Gemeinde Breitenau am Hochlantsch im Bezirk Bruck-Mürzzuschlag in Steiermark.
Die Katastralgemeinde liegt östlich von Breitenau im Tal des Breitenauer Baches. Hauptort ist Sankt Erhard, die Ortschaft von Sankt Erhard umfasst jedoch auch die Katastralgemeinde Sonnleiten-Pernegg.

## Siedlungsentwicklung
Zum Jahreswechsel 1979/1980 befanden sich in der Katastralgemeinde Erhardstraße insgesamt 400 Bauflächen mit 97.013 m² und 235 Gärten auf 189.323 m², 1989/1990 gab es 409 Bauflächen. 1999/2000 war die Zahl der Bauflächen auf 980 angewachsen und 2009/2010 bestanden 494 Gebäude auf 998 Bauflächen.

## Bodennutzung
Die Katastralgemeinde ist land- und forstwirtschaftlich geprägt. 236 Hektar wurden zum Jahreswechsel 1979/1980 landwirtschaftlich genutzt und 568 Hektar waren forstwirtschaftlich geführte Waldflächen. 1999/2000 wurde auf 150 Hektar Landwirtschaft betrieben und 622 Hektar waren als forstwirtschaftlich genutzte Flächen ausgewiesen. Ende 2018 waren 111 Hektar als landwirtschaftliche Flächen genutzt und Forstwirtschaft wurde auf 643 Hektar betrieben. Die durchschnittliche Bodenklimazahl von Erhardstraße beträgt 15 (Stand 2010).